# 金蘭会中学校・高等学校
金蘭会高等学校・中学校（きんらんかいこうとうがっこう・ちゅうがっこう）は、大阪府大阪市北区大淀南に所在し、中高一貫教育を提供する私立中学校・高等学校。

## 概要
1905年（明治38年）、大阪府立堂島高等女学校（現在の大阪府立大手前高等学校）の同窓会組織「金蘭会」が運営する女学校として創設された。なお、金蘭会学園の同窓会の名称は「芳友会」である。
1973年（昭和48年）から30人学級を実施。ただし、学年によっては30人を超えるクラスが存在する。
高等学校では普通科の中に、特進コースと総合コース、さらに2008年（平成20年）からは看護進学コースを設置した。また中学校では英語学習や情報教育に力を入れている。金蘭会中学校卒業生は、原則として全員が金蘭会高等学校へ内部進学できる。
近年、入学希望者が減っており、活性化のため2007年に、大阪府立南寝屋川高等学校バレー部を数度全国大会にまで出場させた池条義則監督を招き、バレーボール部を創部し、2014年度は、バレーボール部がインターハイ・国体（少年女子の部）・春高バレーで初優勝3冠を達成し、それ以降秋の国体の大阪選抜で2016年・2017年度（その内4人は四天王寺の選手）で実質2連覇。
特に春高バレーでは前述2014年度の優勝以降、6年連続で最低ベスト4以上（準優勝をしていない）の実績を残し、その内2018年度の大会は2連覇を達成している。
2018年に系列の「金蘭会保育園」が開園したが、この年の入学希望者は再びダウン。リーマン・ショック直前2007年に次ぐ減少となったため、学園の島崎靖久理事長（千里金蘭大学学長）は「新たな魅力ある学校の姿を提示し、入学者を増やさなければなりません。偏に生徒の学力の向上に向かって教職員が邁進」すべきだと、危機感を訴えている。

## 沿革
明治時代中期（1900年代）女子教育への要求が高まり、高等女学校への進学希望者が急増した。しかし大阪市内の高女は1904年時点で「大阪府立堂島高等女学校」と「大阪府立清水谷高等女学校」（現在の大阪府立清水谷高等学校）の2校のみで、進学困難な状態だった。
そこで門戸を広げる一環として、堂島高女の同窓会「金蘭会」が高等女学校設置を構想する。しかし、当面は高等女学校令・同施行規則に定められた条件を満たせないため、ひとまず女学校として設立し、のちに高等女学校への移行・昇格を目指した。
1905年4月に金蘭会女学校の設立が認可され、大阪市北区曾根崎新地で開校した。当初、校長は府立堂島高女の校長が兼務。校舎は借家だったが創設の翌1906年に家主が建物を売却し、立ち退きを迫られる。そのため大阪市北区北梅田町（現・大深町）の土地を購入し1907年に移転した。
1908年1月に高等女学校昇格を申請し、同年3月に認可されて「金蘭会高等女学校」となる。1910年には隣接地に姉妹校の関係にある府立梅田高等女学校（旧称＝堂島高女）も移転している。このため両高女は遠足や運動会などを合同で実施するなど協力関係を保った。
やがて校地の狭さから再び移転話が持ち上がる。1915年（大正4年）12月に移転先として西成郡鷺洲町浦江（現在地）を購入した。折しも大阪駅の担う鉄道貨物業務の拡張と大阪貨物駅開業が具体化し、当校の敷地も用地として立ち退き対象になったことから1919年、校舎新築工事に着工、1922年4月に移転した。
1925年（大正14年）には同窓会「芳友会」を結成。学校の経営権を受け継ぎ、府立高女の同窓会「金蘭会」より独立して運営する。

### 年表
- 1891年（明治24年） - 市立大阪高等女学校第3期生らが同窓会「金蘭会」を発足させる
- 1905年（明治38年） - 大阪府立堂島高等女学校の同窓会「金蘭会」により「金蘭会女学校」創立
- 1908年（明治41年） - 「金蘭会高等女学校」となる
- 1916年（大正5年） - 財団法人金蘭会高等女学校となる
- 1925年（大正14年） - 金蘭会高等女学校の同窓会「芳友会」が結成され、「金蘭会」より経営権を受け継ぐ
- 1934年（昭和9年）9月21日 - 室戸台風の暴風雨により木造校舎が半壊[6]
- 1947年（昭和22年） - 学制改革により新制「金蘭会中学校」を発足
- 1948年（昭和23年） - 高女が新制「金蘭会高等学校」となる
- 1951年（昭和26年） - 学校法人金蘭会学園となる
- 1965年（昭和40年） - 新たに金蘭千里中学校・高等学校を千里ニュータウン（大阪府吹田市）に創設
- 1973年（昭和48年） - 金蘭会高等学校に30人学級制を導入
- 2005年（平成18年） - 創立100周年。金蘭千里中学校・高等学校が「学校法人金蘭千里学園」として独立する[7]
- 2008年（平成21年）4月 - 金蘭会高等学校に「看護進学コース」（定員30人）を開設
- 2020年（令和2年） - 創立115年
- 2025年 (令和7年) -  創立120年

## 交通
- 福島駅 (JR西日本) 北西へ徒歩約8分
- 福島駅 (阪神)2番出口・新福島駅3番出口 北へ徒歩約10分
- 大阪シティバス福島7丁目バス停すぐ

## 内部進学を巡る訴訟
- 2011年に金蘭会高等学校の「看護進学コース」を卒業した生徒6人が、「卒業時に系列の千里金蘭大学看護学部に原則として全員が内部進学できる約束」を突然方針変更され推薦を出されなかったのは契約違反として約3,000万円の損害賠償を求め大阪地方裁判所に提訴した[8][9]。産経新聞によると、当初は希望者全員を進学させる予定だったが、千里金蘭大の看護学部が人気となって受験倍率も平均4倍になり「学部のレベルが上がり、内部進学者を無条件に受け入れられない」との意見が大学側から出た。そこで2009年12月になって、高校側は「入学後3カ年の評定平均値が3.5以上」など5項目の条件に満たない者を推薦しないと方針変更したという[10]。

## 著名な出身者
- かづきれいこ（フェイシャルセラピスト）
- 伊藤良夏（政治家）
- 安藤仁子（安藤百福の妻）
- 小鹿みき（俳優）
- 御幸沙智子（宝塚歌劇団）
- 野田幹子（シンガーソングライター・ソムリエ）

### バレーボール
50音順
- 秋重若菜
- 麻野七奈未
- 井上未唯奈
- 上村杏菜
- 小池杏菜
- 島田美紅
- 白澤明香里
- 曽我啓菜
- 德本歩未香
- 中川つかさ
- 西川有喜
- 西川吉野
- 西崎愛菜
- 花岡千聡
- 林琴奈
- 坊野明里
- 堀込奈央
- 水杉玲奈
- 宮部藍梨
- 宮部愛芽世
- 吉武美佳
- 和田実莉